# Emilia Antwerpiana Orańska
Emilia  Antwerpiana Oranje-Nassau (ur. 9 grudnia 1581 Antwerpia, zm. 28 września 1657 Moschellandsberg) – księżniczka Oranii, księżna Palatynatu-Zweibrücken-Landsberg.
Córka Stadhoudera Niderlandów Wilhelma I Orańskiego i jego trzeciej żony Charlotty de Burbon (1546-1582). Po zamordowaniu ojca jej wychowaniem zajęła się macocha Louise de Coligny. Mieszkała z Hadze i Delfcie. W 1592 roku wyjechała na ślub swojej starszej siostry Luizy Julianny z elektorem Palatynatu Reńskiego Fryderykiem IV Wittelsbachem.
4 lipca 1616 roku wyszła za mąż za księcia Palatynatu-Zweibrücken-Landsberg Fryderyka Kazimierza Wittelsbacha. Para miała trójkę dzieci.
- Fryderyka (1617)
- Fryderyka Ludwika – hrabia palatyn i książę Palatynatu-Zweibrücken
- Karola Henryka (1622-1623)

W 1622 roku rodzina uciekła przed wojskami cesarskimi do zamku Montfort w Burgundii.